# (1481) Tübingia
(1481) Tübingia – planetoida z pasa głównego asteroid okrążająca Słońce w ciągu 5 lat i 88 dni w średniej odległości 3,02 au. Została odkryta 7 lutego 1938 roku w Landessternwarte Heidelberg-Königstuhl w Heidelbergu przez Karla Reinmutha. Nazwa planetoidy pochodzi od niemieckiego miasta Tybinga, gdzie urodził się Johannes Kepler. Przed nadaniem nazwy planetoida nosiła oznaczenie tymczasowe (1481) 1938 DR.